# Teratoppia translamellata
Teratoppia translamellata är en kvalsterart som beskrevs av Sandór Mahunka 1983. Teratoppia translamellata ingår i släktet Teratoppia och familjen Teratoppiidae. Inga underarter finns listade i Catalogue of Life.